# Mobile Suit Gundam F91
Pour les articles homonymes, voir F91.
Autre
Mobile Suit Gundam F91 (機動戦士ガンダムＦ91, Kidō Senshi Gandamu F91) est un film d’animation japonais réalisé par Yoshiyuki Tomino en 1991. Il s’inscrit dans la continuité de la franchise Gundam, bien que son objectif fût à l’origine de relancer la longue saga de l’Universal Century en changeant à la fois l’époque et les personnages. Le succès n’a cependant pas été aussi important que prévu sur l’Archipel.
En France, le film est diffusé par Beez en version sous-titrée.

## Synopsis
L’histoire se passe en l’an U.C. 0123, plus de trente ans après les évènements de la première saga close par le film Mobile Suit Gundam : Char contre-attaque. Mais alors que la Fédération pensait en avoir terminé avec les groupes rebelles et les indépendantistes de l’espace, la colonie spatiale Frontier Side (ex Side 4) est brusquement attaquée par un mouvement se réclamant de Zeon : Crossbone Vanguard. C’est justement sur cette colonie que réside le personnage principal du film, Seabook Arno, ainsi que son amie proche Cecily Fairchild, deux jeunes étudiants. Alors que le chaos s’installe rapidement, cette dernière est enlevée par les assaillants. Amenée jusqu’à Meitza Ronah, elle apprend qu’elle est l’héritière de la famille aristocratique Ronah, qui tire les ficelles dans l’ombre derrière Crossbone Vanguard. Plus ou moins manipulée par son grand-père Meitza Ronah et croyant que Seabook est mort, elle décide alors de rejoindre le mouvement familial. Quant à Seabook, il trouve refuge après l’attaque sur un vaisseau militaire de la Fédération (le Space Ark), où il se retrouvera malgré lui aux commandes d’un mobile suit très spécial, le Gundam F91.
Ainsi, les deux amis se retrouvent dans deux camps opposés dans la guerre qui s’ensuit, même si l’ambition principale de Seabook est de retrouver Cecily. Il développe d’ailleurs rapidement de mystérieux talents de « newtype », que l’on croyait disparus depuis l’échec des rébellions de Zeon et Neo Zeon, qui font de lui un pilote redoutable.
Cependant, alors que les ambitions du vieux Meitza Ronah sont de forcer l’humanité à migrer dans l’espace pour évoluer – exactement la même ambition que Neo Zeon et Char Aznable donc –, son fils Karozzo (père de Cecily) projette lui carrément le génocide de tous les habitants de la Terre ; il met d’ailleurs au point des robots autonomes, les Bugs, dont la mission est le massacre des populations civiles. Découvrant cette ambition secrète, Cecily se rebelle alors contre sa famille et rejoint la Fédération, d’autant plus qu’elle a entre-temps appris que Seabook est encore en vie. Réunis, ils vont tout faire pour contrecarrer les plans de Karozzo en l’affrontant dans la bataille finale.

## Les personnages
Fédération
- Seabook Arno (シーブック・アノー?)

Jeune étudiant vivant sur la colonie spatiale Fontier 4, il assiste à l’assaut de Crossbone Vanguard et à l’enlèvement de son amie Cecily, manquant se faire tuer au passage. Il rejoint ensuite comme beaucoup de civils un vaisseau de la Fénération. Seulement, sa mère ayant conçu le mobile suit expérimental Gundam F91, il sera quasiment forcé par la Fédération de piloter cette machine au sein de l’armée. Il se révèle d’ailleurs un pilote hors pair, surtout après que ses pouvoirs de newtypes se révèlent. Lors de la dernière bataille, il affronte le redoutable Karozzo, principal pilote de Crossbone Vanguard.
Il est le fils de Monica et Leslie Arno, deux scientifiques renommés. Cependant, sa mère ayant quitté il y a longtemps sa famille pour se consacrer exclusivement à sa recherche (dont l’aboutissement est le Gundam F91), il est élevé par son père seul. De ce fait, lui et sa petite sœur Lise ont une certaine froideur pour leur mère.
- Cecily Fairchild (セシリー・フェアチャイルド?) ou Vera Ronah (ベラ・ロナ?)

Jeune étudiante et amie de Seabook Arno, Cecily vit donc aussi sur la colonie spatiale Fontier 4. Après son enlèvement par Crossbone Vanguard, elle croit que Seabook est mort et en est profondément affectée. En sus, elle apprend qu’elle est l’héritière de la famille Ronah et que son grand-père veut en faire l’égérie de sa rébellion ; elle se laisse donc gagner par les discours de ce dernier et s’engage activement dans les plans de Crossbone Vanguard. Cependant, lorsqu’elle apprend que son père projette le génocide des terriens, et que Seabook est en réalité vivant, elle quitte la famille Ronah pour rejoindre la Fédération, et contrecarrer les plans de Karozzo.
Si elle mène au début une vie paisible sur Frontier 4, c’est grâce à sa mère (Nadia Ronah) qui s’est enfuie avec Théo Fairchild pour protéger sa fille des griffes de la famille Ronah. Cependant, Nadia ne restera pas avec eux et c’est Théo seul qui élève Cecily.
- Armée fédérale

L’armée fédérale dans le film est composée de Leahlee Edaberry (capitaine du Space Ark), Birgit Pirjo (qui entraînera Seabook au pilotage de mobile suit) et le colonel retraité Cosmo Eigesse (autoritaire, il force quasiment Seabook à piloter le Gundam F91 malgré ses réticences).
Crossbone Vanguard
- Meitza Ronah (マイッツァー・ロナ?)

Fondateur et meneur de Crossbone Vanguard, Meitza a épousé les mêmes ambitions que jadis Zeon et Neo Zeon, et déclenche par voie de fait la rébellion armée contre la Fédération terrienne. Il fait aussi enlever sa petite fille Vera (Cecily) afin d’en faire la reine du futur royaume spatial qu’il essaye de bâtir.
- Karozzo Ronah (カロッゾ・ロナ?) (Iron Mask)

Haut dignitaire de Crossbone Vanguard, il dissimule toujours son visage derrière un masque de fer, d’où son surnom d’Iron Mask. Vouant une véritable haine pour la Fédération, il projette en secret le génocide des terriens, et met pour cela au point des robots autonomes nommés Bugs. Fortement versé dans les sciences et l’ingénierie des mobile suits, il se transforme lui-même en un newtype artificiel et devient de fait un pilote extrêmement dangereux. Il sera cependant défait lors de la dernière bataille par Seabook et son Gundam F91.
Sources et compléments,.

## Commentaire

### Production
La première saga Gundam (c’est-à-dire de Mobile Suit Gundam jusqu’à Char contre attaque) étant achevée, Tomino désire relancer la franchise en introduisant un tout nouveau contexte et de nouveaux personnages ; il projette par conséquent la création d’une nouvelle série se déroulant trente ans après les premières, mais devant le manque d’enthousiasme des producteurs, il est obligé de se rabattre sur un long métrage résumant les treize premiers épisodes de sa série.
Outre bien sûr Tomino, on retrouve dans l’équipe de réalisation Kunio Ōkawara, chargé de la conception des mechas comme sur de nombreuses autres séries Gundam, ainsi que Yoshikazu Yasuhiko pour la conception des personnages, poste qu’il avait déjà occupé sur les trois premières séries. Bien que vieillissante, l’animation était correcte pour l'époque, avec même quelques animations 3D pour les planètes.

### Réception et critiques
Le film sort le 16 mars 1991 au Japon ; cependant, il rencontre un succès mitigé et des critiques peu amènes. Nombre d’amateurs relèvent en effet un certain nombre de défauts sur le scénario : l’adaptation imprévue en film se traduit selon eux par un rythme trop rapide, des personnages secondaires insuffisamment développés et finalement moins de profondeur,. L’œuvre se voit aussi reprocher son manque d’originalité parfois, notamment par exemple sur la ressemblance entre Amuro Ray et Seabook. Les OAV Mobile Suit Gundam 0083 (qui se déroulent dans le passé, juste avant Mobile Suit Zeta Gundam) font en outre une forte concurrence au film en rencontrant au même moment un vif succès populaire. Le projet initial d’une série télévisée sur Mobile Suit Gundam F91 sera donc abandonné.
On peut noter qu’en 2008, le film est commercialisé sous format Blu-ray par Sunrise, avec des ventes satisfaisantes.
En France, le film est commercialisé depuis le 7 septembre 2005 par Beez, en version sous-titrée. Il a aussi été exporté aux États-Unis et au Canada en 2004, ainsi qu’aux Pays-Bas.

## Fiche technique
Sauf mention contraire, cette fiche est réalisée d’après les informations fournies par l'IMDb, Anime News Network et Bandai.
- Genre : anime
- Origine :  Japon
- Sortie : 16 mars 1991
- Format : film de 120 minutes

### Équipe de réalisation
- Réalisation : Yoshiyuki Tomino
- Assistant à la réalisation : Kazuki Akane
- Scénario : Tsunehisa Ito et Yoshiyuki Tomino
- Production : Kazuyoshi Okuyama, Yuji Nasu, Tadashi Kitani, Makoto Yamashina, Masanori Ito
- Conception des personnages : Yoshikazu Yasuhiko
- Conception des mechas : Kunio Ōkawara
- Direction de l’animation : Takeo Kitahara, Shukō Murase, Toshimitsu Kobayashi
- Direction de la photographie : Atsushi Okui
- Musique : Satoshi Kadokura et Hiroko Moriguchi
- Direction du son : Sadayoshi Fujino
- Studio : Sunrise

### Doublage original
- Seabook Arno : Koji Tsujitani
- Cecily Fairchild (Vera Ronah) : Yumi Toma
- Lise Arno : Sayuri Ikemoto
- Leslie Arno : Mikio Terashima
- Monica Arno : Miyoko Shoji
- Meitzer Ronah : Teppei Takasugi
- Karozzo Ronah (Iron Mask) : Masāki Maeda
- Nadia Ronah : Akiko Tsuboi
- Dorel Ronah : Takeshi Kusao
- Théo Fairchild : Tamio Oki
- Gillet Krueger : Kiyoshi Kobayashi
- Zabine Chareux : Kiyoyuki Yanada
- Cozmo Eigesse : Takeshi Watabe
- Leahlee Edaberry : Mari Yokō
- Birgit Pirjo : Yoku Shioya
- Annamarie Bourget : Tomoe Kouyo

### Musiques
- Générique d’ouverture : Kimi no Mitsumete de Hiroko Moriguchi
- Générique de fin : Eternal Wind ~ Hohoemi wa Hikaru Kaze no Naka de Hiroko Moriguchi

## Autres médias
Mobile Suit Gundam F91 a été directement adapté en manga par Daisuke Inoue en 1991 (magazine Comic BonBon, Kōdansha). On retrouve cependant un certain nombre de travaux qui sont liés aux films : le manga Mobile Suit Gundam Silhouette Formula 91 de Hiroshi Yasuda en 1993 (Comic BonBon) et Mobile Suit Gundam F90 de Hiroshi Yamaguchi et Rei Nakahara en 1990 (magazine MS Saga, Bandai) qui racontent tous deux les événements se déroulant avant le film,, et surtout Mobile Suit Crossbone Gundam de Yuichi Hasegawa entre 1994 et 1997 (magazine Shōnen Ace, Kadokawa Shoten) qui décrit l’histoire de Seabook et Cecily dix ans après. Ce dernier est de loin l’œuvre dérivée la plus aboutie avec six tomes, donnant d’ailleurs naissance à deux suites : Mobile Suit Crossbone Gundam : Skull Heart en 2002 et Mobile Suit Crossbone Gundam : Steel Seven en 2006.
Un jeu vidéo tiré du film est aussi sorti en 1991 sur Super Nintendo, intitulé Kidō Senshi Gundam F91: Formula Wars 0122.
Enfin, comme de coutume, Tomino a publié son histoire sous forme de deux romans dès 1991 chez Kadokawa Shoten.